# Океан (футбольный клуб, Находка)

ФК «Океан» (Находка) — российский футбольный клуб из города Находка Приморского края. Основан 14 августа 1979 года. В 1992 году и 1993 году выступал в высшей лиге России. Обладатель Кубка РСФСР (1989), победитель зоны «Восток» Второй лиги СССР (1991). После 2010 года выступает на региональном уровне; в 2018 году клуб возрождён.

## История

### До «Океана»: «Рыбак» (1966—1970)
До «Океана» находкинский футбол на союзном уровне представляла команда «Рыбак». В 1966—1970 годах она выступала в классе «Б» (в 1970 — в 4-й территориальной зоне). После упразднения класса «Б» во вторую лигу класса «А» не попала ни одна из находкинских команд.

### Из коллективов физкультуры — в высшую лигу
В 1979 году в Находку приехал тренер Пётр Комиссаров. На базе Находкинской базы активного морского рыболовства (БАМР) была создана команда «Океан»; датой рождения считается 14 августа 1979 года. Уже во втором сезоне клуб стал чемпионом Приморского края, а в 1981—1985 годах оформил пятикратное «золото», чего ранее не удавалось ни одной команде Приморья. Параллельно «Океан» трижды выигрывал Кубок Приморского края — в 1982, 1983 и 1985 годах (три «золотых дубля»).
В 1984 году «Океан» представлял край на Спартакиаде народов РСФСР и дошёл до финала. Логичным продолжением стало включение в первенство Второй лиги СССР — дебют состоялся в 1986 году. Команда прогрессировала: в 1989 — 4-е место и победа в Кубке РСФСР, в 1990 — «бронза» зоны «Восток», в 1991 — золото буферной зоны «Восток».
После распада СССР союзные республики создали национальные чемпионаты. Для первого сезона России-1992 не хватало клубов из высшей и первой лиг СССР; чемпионы зон Второй лиги-1991 (в т.ч. «Океан») получили право стартовать в элите.

### Высшая лига России (1992—1993)
В 1992 году «Океан» дебютировал в высшей лиге и занял 13-е место, отметившись домашней победой над последним чемпионом СССР ЦСКА — 5:2. В 1993 году команда стала 16-й и покинула элитный дивизион.

### Первая и Вторая лиги (1994—2010)
В 1994—1996 годах «Океан» играл в первом дивизионе, затем — во втором дивизионе по 2010 года. Лучшие результаты новейшего периода: 2-е место в 2005 и 3-е в 2006 в зоне «Восток». В Кубке России-2005/06 клуб дошёл до 1/16 финала, уступив по сумме двух матчей «Спартаку» (0:6, 1:2).

### Краевой уровень и возрождение (с 2011)
В 2011 году из-за сокращения финансирования «Океан» покинул ПФЛ и перешёл в чемпионат Приморского края. В 2014 клуб выиграл чемпионат края и Кубок Приморья. В 2017 «Океан» провёл 4 матча и снялся с турнира; летом сообщалось о расформировании.

### Возрождение (с 2018)
27 июня 2018 года администрация Находки объявила о планах возродить клуб; 4 августа состоялась первая открытая тренировка. Главным тренером стал воспитанник клуба Александр Тихоновецкий. 8 сентября 2018 «Океан» сыграл товарищеский матч в Уссурийске — 2:2 (забили Роман Куклин и Никита Сильцов). С мая 2019 команда вновь выступает в чемпионате края, а по итогам сезона-2019 оформил «золотой дубль» (Кубок + чемпионат).

## Достижения

### Союзные и российские турниры
- Кубок РСФСР: победитель (1989).[1]
- Вторая лига СССР (буферная зона «Восток»): чемпион (1991), бронза (1990).[1]
- Участник высшей лиги России: 1992, 1993.
- Вторая лига России (зона «Восток»): 2-е место (2005), 3-е место (2006).[12]

### Региональные турниры
- Чемпионат Приморского края: 1981, 1982, 1983, 1984, 1985, 2014, 2019.
- Кубок Приморского края: 1982, 1983, 1985, 2019, 2021, 2022.
- Кубок Дальнего Востока (любители): победитель (2022).

## Тренеры
- Пётр Комиссаров — 1981–1989 (создатель команды, вывел во Вторую лигу СССР).[2]
- Александр Аверьянов — 1989–1993 (Кубок РСФСР-1989, чемпион буферной зоны-1991; главный тренер в высшей лиге-1992-1993).[13]
- Сергей Бондаренко — 1996; 2002–2004.
- Олег Гарин  — 2005–2007 (2-е место-2005; 3-е место-2006).
- Александр Тихоновецкий — с 2018 (возрождение клуба).[14]

## Известные игроки
- Олег Гарин  — лучший бомбардир «Океана» в сезоне-1992; в 1993 году перешёл в «Локомотив» (Москва).[15]
- Сергей Бондаренко — защитник и тренер «Океана».
- Алан Кокоев — вратарь.
- Александр Тихоновецкий — воспитанник клуба; главный тренер с 2018 года.[16]

## Футбольная школа
В 1988 году при профкоме БАМР была создана спортивная школа. С 1993 года — Детская футбольная школа при клубе, с 2005 — НП «ДЮСШ по футболу „Океан“». В 2007 на базе ДЮСШ создано муниципальное учреждение «Детско-юношеская спортивная школа „Океан“» (Постановление главы НГО от 10.12.2007 № 2700). Сейчас школа имеет статус МАУ «Спортивная школа „Океан“ НГО». Имеются поле и крытый манеж с ИП, тренажёрный зал; занимается более 300 детей 6–17 лет.

### Фарм-клуб
В 1993 году дублирующий состав («Океан»-д) выступал во второй лиге (зона 7), заняв 9-е место.

## Статистика выступлений по сезонам

### СССР (1986–1991)
| Сезон | Турнир                           | Зона   | Место | И  | В  | Н | П  | МЗ–МП | Очки | Кубок СССР             |
| ----- | -------------------------------- | ------ | ----- | -- | -- | - | -- | ----- | ---- | ---------------------- |
| 1986  | Вторая лига СССР                 | Восток | 12    | 30 | 9  | 8 | 13 | 32–37 | 26   | 1/256 финала           |
| 1987  | Вторая лига СССР                 | Восток | 11    | 30 | 10 | 6 | 14 | 28–35 | 26   | 1/128 финала           |
| 1988  | Вторая лига СССР                 | Восток | 9     | 30 | 12 | 7 | 11 | 36–34 | 31   | 1/128 финала           |
| 1989  | Вторая лига СССР                 | Восток | 5     | 30 | 15 | 6 | 9  | 44–29 | 36   | Победитель Кубка РСФСР |
| 1990  | Вторая лига СССР                 | Восток | 3     | 30 | 16 | 8 | 6  | 48–27 | 40   | 1/64 финала            |
| 1991  | Вторая лига СССР (буферная зона) | Восток | 1     | 32 | 20 | 7 | 5  | 61–29 | 47   | 1/32 финала            |

### Россия (профессиональный уровень, 1992–2010)
| Сезон | Дивизион             | Место | И  | В  | Н | П  | МЗ–МП | Очки | Кубок России |
| ----- | -------------------- | ----- | -- | -- | - | -- | ----- | ---- | ------------ |
| 1992  | Высшая лига          | 13    | 30 | 9  | 9 | 12 | 29–39 | 27   | 1/8 финала   |
| 1993  | Высшая лига          | 16    | 34 | 8  | 7 | 19 | 24–48 | 23   | 1/16 финала  |
| 1994  | Первая лига (Восток) | 12    | 30 | 12 | 6 | 12 | 37–33 | 30   | 1/32 финала  |
| 1995  | Первая лига (Восток) | 15    | 42 | 12 | 7 | 23 | 40–63 | 43   | 1/64 финала  |
| 1996  | Первая лига (Восток) | 18    | 42 | 10 | 9 | 23 | 32–65 | 39   | 1/64 финала  |
| 1997  | Вторая лига (Восток) | 8     | 34 | 13 | 7 | 14 | 41–43 | 46   | 1/128 финала |
| 1998  | Вторая лига (Восток) | 10    | 34 | 11 | 5 | 18 | 35–47 | 38   | 1/128 финала |
| 1999  | Вторая лига (Восток) | 11    | 34 | 9  | 7 | 18 | 28–44 | 34   | 1/64 финала  |
| 2000  | Вторая лига (Восток) | 12    | 34 | 8  | 6 | 20 | 26–50 | 30   | 1/64 финала  |
| 2001  | Вторая лига (Восток) | 14    | 32 | 7  | 4 | 21 | 23–52 | 25   | 1/64 финала  |
| 2002  | Вторая лига (Восток) | 11    | 32 | 9  | 6 | 17 | 34–57 | 33   | 1/64 финала  |
| 2003  | Вторая лига (Восток) | 10    | 30 | 9  | 8 | 13 | 27–38 | 35   | 1/64 финала  |
| 2004  | Вторая лига (Восток) | 12    | 30 | 7  | 7 | 16 | 24–45 | 28   | 1/64 финала  |
| 2005  | Вторая лига (Восток) | 2     | 30 | 18 | 5 | 7  | 52–28 | 59   | 1/64 финала  |
| 2006  | Вторая лига (Восток) | 3     | 30 | 19 | 6 | 11 | 54–36 | 63   | 1/128 финала |
| 2007  | Вторая лига (Восток) | 12    | 28 | 5  | 6 | 17 | 20–53 | 21   | 1/64 финала  |
| 2008  | Вторая лига (Восток) | 10    | 28 | 6  | 8 | 14 | 27–44 | 26   | 1/64 финала  |
| 2009  | Вторая лига (Восток) | 11    | 26 | 5  | 7 | 14 | 21–40 | 22   | 1/64 финала  |
| 2010  | Вторая лига (Восток) | 13    | 26 | 3  | 5 | 18 | 15–49 | 14   | 1/64 финала  |

### Чемпионат Приморского края (с 2011)
| Сезон | Место | И | В | Н | П | Мячи  | Очки | Примечание                               |                                    |
| ----- | ----- | - | - | - | - | ----- | ---- | ---------------------------------------- | ---------------------------------- |
| 2011  | 3     | — | — | — | — | —     | —    |                                          |                                    |
| 2012  | 4     | — | — | — | — | —     | —    |                                          |                                    |
| 2013  | 4     | — | — | — | — | —     | —    |                                          |                                    |
| 2014  | 1     | — | — | — | — | —     | —    | Чемпион Приморского края                 |                                    |
| 2015  | 7     | — | — | — | — | —     | —    |                                          |                                    |
| 2016  | 7     | — | — | — | — | —     | —    |                                          |                                    |
| 2017  | —     | 4 | 1 | 0 | 3 | 10–19 | —    | Снят с турнира; клуб расформирован       |                                    |
| 2019  | 1     | — | — | — | — | —     | —    | Чемпион Приморского края (золотой дубль) |                                    |
| 2020  | —     | — | — | — | — | —     | —    | —                                        | Чемпионат не проводился (COVID-19) |
| 2021  | 3     | — | — | — | — | —     | —    |                                          |                                    |
| 2022  | 3     | — | — | — | — | —     | —    |                                          |                                    |
| 2023  | 2     | — | — | — | — | —     | —    |                                          |                                    |
| 2024  | 3     | — | — | — | — | —     | —    |                                          |                                    |

## Стадион
Домашние матчи «Океан» проводит на стадионе «Водник» в Находке. 

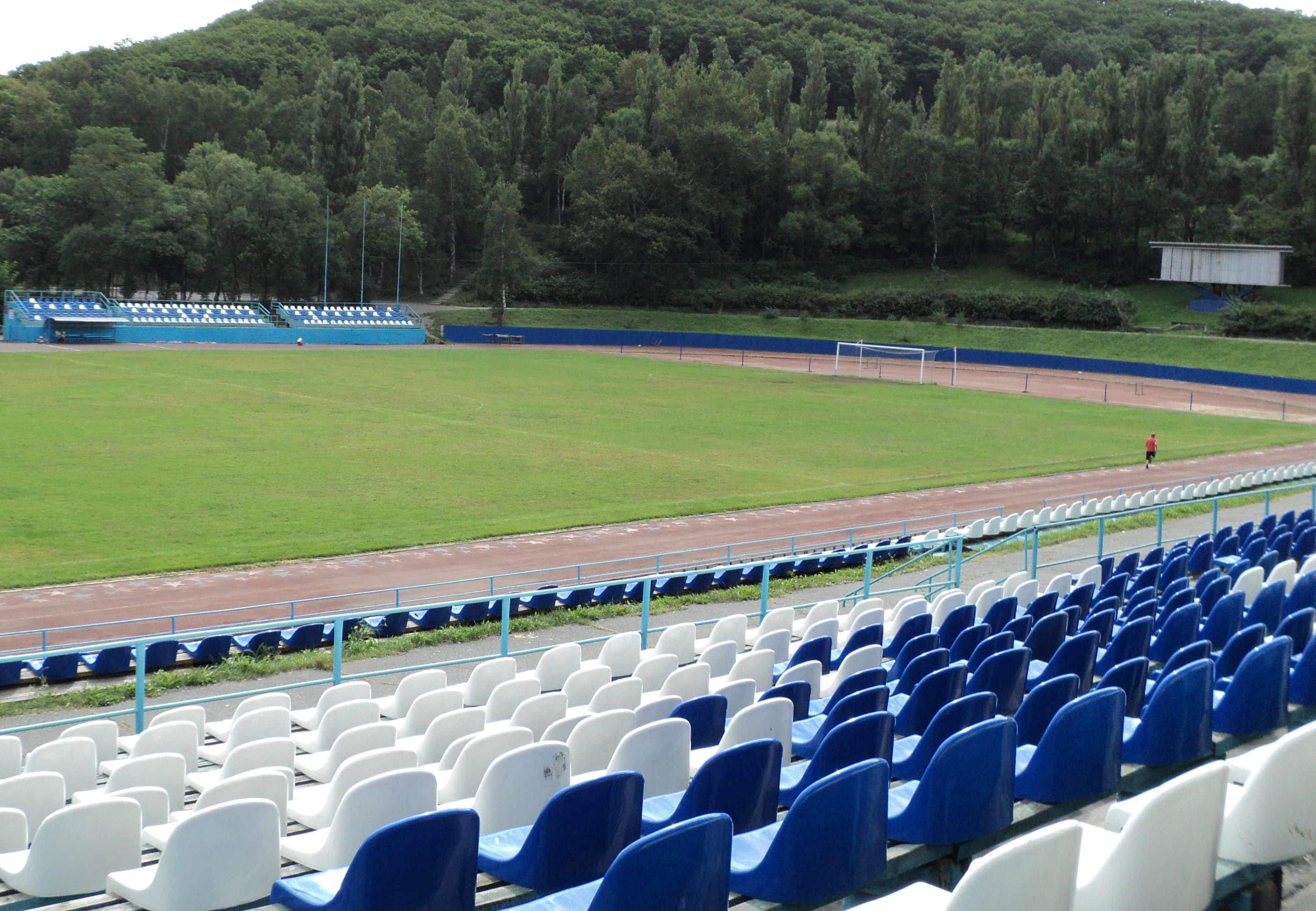
Стадион «Водник», Находка